# アスラの沙汰
『アスラの沙汰』（アスラのさた）は、宇乃花空樹による日本の漫画。ウェブコミック配信サイト『少年ジャンプ+』（集英社）にて、2024年12月5日から木曜更新で連載中。
単行本第1巻では堀越耕平からコメントが寄せられた。

## 沿革
2024年12月5日から連載開始。なお初回は1〜3話までまとめて配信された。また6話まで毎週連載だったが、7話から隔週に移行した。

## あらすじ
天代アスラ（あましろ アスラ）は亡くなった母の教えを守り、善い行いに励んでいた。いくら暴力を振るわれても悪い奴には天罰が下ると思って笑顔で暮らしていた。そんな中、路地裏で不気味なおじいさんから地獄の扉を開く鍵を手渡される。

## 登場人物
天代アスラ（あましろ アスラ）
主人公。中2の男子中学生でクラスは2年1組。黒髪短髪。母を殺人事件で亡くしており、その母の教えとなる善い行いに励みながら祖母と一緒に暮らしている。いじめを止めようとしたことで責谷ら同級生からいじめを受けていたが、獄門露店のおじいさんから「地獄の扉を開く鍵」を貰って、責谷らを地獄に送る。次に町にいる悪人たちを懲らしめるべく、様々な戦いに身を投じる。
竜宮雷花（たつみや らいか）
アスラと同級生の男子中学生でクラスは2年3組。染髪短髪。同級生がいじめていたのを止めたことでアスラと仲良くなる。アスラが地獄の扉を開く鍵を使うところを見てしまう。母同様父親にトラウマがある模様。
鳳（おおとり）
女子中学生。黒髪短髪太眉。母と暮らしているが、親は会社勤めのため自宅ではいつも一人ぼっち。同級生の女子グループ達にいじめられており、さらにリーダー格の女子生徒とその兄に暴力を振るわれるがアスラによって救われる。救われた後は、いじめられている女子生徒女子グループ達から救っており精神的に成長する。
責谷（せめたに）
アスラと同級生の男性不良。染髪短髪。小動物殺傷を趣味としており、同級生やアスラをいじめていた。アスラの愛犬パドレを殺したことでアスラに鍵を捻られて地獄送りとなった。

## 用語解説
出胡市立土古中学校
アスラらが通う中学校。
獄門露店
辛い目にあった人間だけが見える露店。アスラにアイテムを売った。
地獄の扉を開く鍵
獄門露店のおじいさんがアスラに売った鍵。人間の頭にカギを差し込んで捻ることでその人間を地獄へと連れて行く。汎用性が高く、悪人一人に鍵を捻ねることで周りにいる悪人を一掃することも可能。使った人間には身体にあざが出来る。

## 書誌情報
- 宇乃花空樹『アスラの沙汰』 集英社〈ジャンプ・コミックス〉、既刊2巻（2025年7月4日現在）
  1. 2025年3月4日発売[4][6]、ISBN 978-4-08-884496-1
  2. 2025年7月4日発売[7]、ISBN 978-4-08-884584-5